# Pair of Kings
 Pair of Kings is een Amerikaanse televisie-sitcom die te zien is op Disney XD. Het werd opgericht door Dan Cross en David Hoge en de Disneysterren Mitchel Musso en Doc Shaw. De serie begon met productie op 15 februari 2010.
Op 12 december 2011 heeft Disney XD aangekondigd dat Pair of Kings is verlengd voor een derde seizoen. Het derde seizoen zal het eerste seizoen zijn zonder Mitchel Musso.
Op Adam Hicks Twitterpagina werd bekendgemaakt dat Disney XD geen seizoen 4 van Pair of Kings zou gaan doen.

## Plot
De serie gaat over de 16-jarige tweelingbroers Brady (Mitchel Musso) en Boomer (Doc Shaw) die in niets op elkaar lijken. Ze zijn opgevoed door hun oom en tante in Chicago, omdat hun ouders zijn overleden. Wanneer Mason (Geno Segers), de koninklijke adviseur van het eiland Kinkow, hen op school opzoekt staat alles op het punt te veranderen. Mason vertelt hen dat zij de erfgenamen van de troon van Kinkow zijn en bijna direct vertrekken Brady en Boomer per luchtballon naar het eiland.
Eenmaal daar komen ze erachter dat het geen gewoon eiland is, maar dat de mensen er erg bijgelovig zijn en vreemde gewoontes hebben. Omdat niet bekend is wie van de twee de oudste is moeten ze het eiland samen regeren. Ze komen oog in oog te staan met vreemde wezens, van zeemeerminnen tot mummies. Mikayla (Kelsey Chow), de dochter van Mason, is er vaak om de jongens in de vreemdste situaties te helpen, terwijl hun neef Lanny (Ryan Ochoa) juist probeert de broers te saboteren om de troon over te nemen.

## Rolverdeling
| Acteur                                          | Rol             | Tijd in serie |
| ----------------------------------------------- | --------------- | ------------- |
| Mitchel Musso*                                  | Brady           | 2010-2012     |
| Doc Shaw                                        | Boomer          | 2010-2013     |
| Kelsey Chow (Nederlandse stem: Cystine Carreon) | Mikayla Makoola | 2010-2013     |
| Ryan Ochoa                                      | Prins Lanny     | 2010-2013     |
| Geno Segers                                     | Mason Makoola   | 2010-2013     |
| Adam Hicks*                                     | Boz             | 2012-2013     |

*King Brady verliet de serie na seizoen 2. Volgens de verhaallijn komt dit door een opmerking die Mikayla over hem maakte. In feite werd acteur Mitchel Musso uit het programma gezet vanwege het rijden onder invloed. King Boz(Adam Hicks) werd daarom geïntroduceerd als koning die eerder werd opgevoed door apen. 

## Afleveringen
| Seizoen | Episodes | Verschenen (datums VS) | Verschenen (datums VS) |
| Seizoen | Episodes | Seizoenpremière        | Seizoensfinale         |
| ------- | -------- | ---------------------- | ---------------------- |
| 1       | 20       | 10 september 2010      | 9 mei 2011             |
| 2       | 26       | 13 juni 2011           | 16 april 2012          |
| 3       | 22       | 18 juni 2012           | 18 februari 2013       |